# 旧金谷レース工業
旧金谷レース工業（きゅうかなやレースこうぎょう）は、群馬県桐生市東久方町一丁目にある旧会社事務所と鋸屋根工場からなる近代建築である。桐生市には多くの鋸屋根をもつ織物工場があるが、煉瓦壁をもつ鋸屋根工場としては桐生市で唯一の現存例である。
1998年（平成10年）12月11日に、事務所と鋸屋根工場が国の登録有形文化財となった。鋸屋根工場は2008年（平成20年）にベーカリーカフェとして改装された。

## 概要
金谷レース工業の鋸屋根工場は、金谷芳次郎が設立した金芳織物工場として1919年（大正8年）に建築された。外壁の煉瓦は埼玉県深谷市の日本煉瓦製造社製である。建築当初の鋸屋根工場は5連であったが、北側の1棟を撤去し鉄骨造の鋸屋根工場を新設したため、現在は4連となっている。
昭和初期には煉瓦工場の西側に洋風の事務所棟が増築された。鋸屋根工場は2008年（平成20年）に改装され、パン製造販売・飲食店の「ベーカリーカフェレンガ」となった。

## 建造物
鋸屋根工場と事務所がそれぞれ「金谷レース工業株式会社鋸屋根工場」「金谷レース工業株式会社事務所」の名で、国の登録有形文化財に登録されている。
- 鋸屋根工場
  - 木造平屋建・鉄板葺・外壁煉瓦積。1919年（大正8年）の建築。
- 事務所
  - 木造二階建・鉄板葺・外壁スクラッチタイル貼。昭和初期の建築。
- 住宅
  - 木造二階建・瓦葺。建築時期は不明。